# Zabytki w powiecie płockim
Zabytki powiatu płockiego – rejestr zabytków powiatu płockiego.

## Gmina Bielsk
| Miejscowość         | Zabytkowy obiekt                                              | Numer w rejestrze zabytków |
| ------------------- | ------------------------------------------------------------- | -------------------------- |
| Bielsk              | kościół                                                       | 415 25.01.1977             |
| Ciachcin            | kościół wraz z otaczającym terenem w obrębie muru cmentarnego | 443 13.03.1978             |
| Goślice             | pałac wraz z otaczającym drzewostanem                         | 135/545/62 W 30.03.1962    |
| Goślice             | spichrz                                                       | 238/1444/75 W 22.05.1975   |
| Kleniewo            | park                                                          | 636 18.12.1992             |
| Leszczyn Szlachecki | dwór z parkiem                                                | 511 10.07.1979             |
| Leszczyn Szlachecki | park                                                          | 18 24.08.1976              |
| Machcino            | park                                                          | 19 24.08.1976              |
| Zagroba             | kościół wraz z cmentarzem przykościelnym                      | 523 1.09.1980              |
| Zągoty              | dwór                                                          | 468 20.10.1978             |
| Zągoty              | grodzisko                                                     | 425/777 W 1.07.1968        |
| Zągoty Bielskie     | park                                                          | 17 24.08.1976              |

## Gmina Bodzanów
| Miejscowość         | Zabytkowy obiekt                                                                                        | Numer w rejestrze zabytków |
| ------------------- | --- | -------------------------- |
| Bodzanów            | kościół wraz z najbliższym otoczeniem w promieniu 100 m                                                 | 157/725/62 W 5.05.1962     |
| Borowice            | zespół dworski: dwór, park                                                                              | 550 1.07.1987              |
| Gąsewo              | zagroda młynarska: młyn, dom, obora                                                                     | 639 29.03.1993             |
| Kępa Polska         | kościół wraz z dzwonnicą i kostnicą oraz najbliższym otoczeniem w promieniu 50 m                        | 136/546/62 W 30.03.1962    |
| Łętowo              | kościół wraz z najbliższym otoczeniem w promieniu 50 m                                                  | 137/547/62 W 30.03.1962    |
| Małoszewo           | cmentarzysko z młodszej epoki kamienia                                                                  | 430/785 W 20.11.1968       |
| Miszewko Felicjanów | założenie klasztorne zakonu Mariawitów: dawny dwór, budynek klasztorny, budynek zarządcy folwarku, park | 528 1.09.1980              |
| Miszewo Murowane    | grodzisko                                                                                               | 421/770 W 6.12.1967        |
| Miszewo Murowane    | kościół wraz z najbliższym otoczeniem w promieniu 100 m                                                 | 56/187/59 W 16.11.1959     |
| Miszewo Murowane    | zespół dworski: dwór, park                                                                              | 578 23.02.1988             |
| Pepłowo             | dwór | 228/1433/75 W 22.05.1975   |
| Pepłowo             | park | 521 21.01.1980             |
| Reczyn              | dwór | 625 1.08.1991              |
| Stanowo             | park | 548 19.03.1986             |

## Gmina Brudzeń Duży
| Miejscowość       | Zabytkowy obiekt                                          | Numer w rejestrze zabytków |
| ----------------- | --------------------------------------------------------- | -------------------------- |
| Bądkowo Kościelne | kościół wraz z najbliższym otoczeniem w promieniu 50 m    | 130/540/62 W 30.03.1962    |
| Brudzeń Duży      | dwór i park                                               | 469 14.11.1978             |
| Brudzeń Duży      | grodzisko                                                 | 418/239/60 W 18.03.1960    |
| Cierszewo         | dom dawnego zarządcy młyna rządowego                      | 529 1.09.1980              |
| Główina           | dwór wraz z otaczającym drzewostanem                      | 496 22.05.1979             |
| Lasotki           | ślady osady                                               | 174/1064 W 20.06.1974      |
| Parzeń            | grodzisko                                                 | 175/935 W 5.11.1971        |
| Radotki           | ślady osady                                               | 171/1065 W 20.06.1974      |
| Rembielin         | park                                                      | 660 30.12.1998             |
| Rokicie           | kościół wraz z otoczeniem w obrębie cmentarza kościelnego | 70/327/62 W 7.01.1962      |
| Siecień           | kościół wraz z najbliższym otoczeniem w promieniu 50 m    | 141/551/62 W 30.03.1962    |
| Siecień           | spichlerz i park dworski                                  | 630 9.12.1991              |
| Sikórz            | dwór                                                      | 142/552/62 W 30.03.1962    |
| Sikórz            | kościół wraz z cmentarzem przykościelnym                  | 514 18.06.1979             |
| Sikórz            | założenie parkowe                                         | 505 5.06.1979              |
| Sobowo            | kościół, dzwonnica i drzewostan na wzgórzu wokół kościoła | 462 16.09.1978             |
| Winnica           | dwór wraz z parkiem krajobrazowym                         | 508 5.06.1979              |
| Winnica           | ślady osady                                               | 173/1061 W 20.06.1974      |
| Wymyśle           | ???                                                       | 580/797 W 16.12.1968       |

## Gmina Bulkowo
| Miejscowość      | Zabytkowy obiekt                                       | Numer w rejestrze zabytków |
| ---------------- | ------------------------------------------------------ | -------------------------- |
| Blichowo         | kościół wraz z otaczającym drzewostanem                | 131/541/62 W 30.03.1962    |
| Blichowo         | park                                                   | 156/724/62 W 5.05.1962     |
| Bulkowo          | grodzisko                                              | 424/773 W 6.12.1967        |
| Daniszewo        | kościół wraz z terenem cmentarza kościelnego           | 134/544/62 W 30.03.1962    |
| Nadułki          | park                                                   | 6 24.08.1976               |
| Nowy Podleck     | park 20 24.08.1976                                     |                            |
| Osiek            | dwór                                                   | 506 5.06.1979              |
| Osiek            | park                                                   | 7 24.08.1976               |
| Osiek Włostybory | dwór                                                   | 245/1517/75 W 22.05.1975   |
| Pilichowo        | dwór                                                   | 644 28.12.1993             |
| Pilichowo        | kościół wraz z najbliższym otoczeniem w promieniu 50 m | 139/349/62 W 30.03.1962    |
| Włóki            | park                                                   | 9 24.08.1976               |
| Worowice         | dwór wraz z ogrodem dworskim                           | 554 29.06.1987             |

## Gmina Drobin
| Miejscowość   | Zabytkowy obiekt                                                                          | Numer w rejestrze zabytków |
| ------------- | ----------------------------------------------------------------------------------------- | -------------------------- |
| Biskupice     | park                                                                                      | 598 29.12.1988             |
| Drobin        | dawny zajazd                                                                              | 229/1434/75 W 22.05.1975   |
| Drobin        | kościół wraz z wyposażeniem wnętrza oraz z otoczeniem w obrębie murów kościelnych         | 81/369/62 W 5.03.1962      |
| Karsy         | park                                                                                      | 560 31.08.1987             |
| Kowalewo      | dwór                                                                                      | 235/1441/75 W 22.05.1975   |
| Kowalewo      | park                                                                                      | 575 8.09.1987              |
| Kozłowo       | dwór                                                                                      | 234/1440/75 W 22.05.1975   |
| Kuchary       | dwór wraz z parkiem                                                                       | 487 9.04.1979              |
| Łęg Probostwo | cmentarzysko ciałopalne                                                                   | 431/793 W 16.12.1968       |
| Łęg Probostwo | kościół wraz z wyposażeniem wnętrza oraz otoczeniem w obrębie murów cmentarza kościelnego | 82/370/62 W 5.03.1962      |
| Mokrzk        | grodzisko                                                                                 | 429/757 W 22.02.1967       |
| Setropie      | cmentarzysko szkieletowe                                                                  | 432/794 W 16.12.1968       |
| Setropie      | park                                                                                      | 561 19.03.1986             |

## Gmina Gąbin
| Miejscowość    | Zabytkowy obiekt                                       | Numer w rejestrze zabytków |
| -------------- | ------------------------------------------------------ | -------------------------- |
| Dobrzyków      | kościół wraz z kaplicą i terenem cmentarza kościelnego | 154/699/62 W 12.04.1962    |
| Gąbin          | dom Rynek 12                                           | 86/418/62 W 22.-3.1962     |
| Gąbin          | ratusz                                                 | 85/417/62 W 22.03.1962     |
| Gąbin          | wiatrak drewniany paltrak                              | 166/902 W 10.04.1971       |
| Gąbin          | zespół staromiejski                                    | 532 8.09.1980              |
| Koszelew       | założenie dworskie: dwór, stajnia, park                | 92/441/62 W 23.03.1962     |
| Troszyn Polski | kościół z wystrojem architektonicznym wnętrza          | 476 20.11.1978             |

## Gmina Łąck
| Miejscowość | Zabytkowy obiekt     | Numer w rejestrze zabytków |
| ----------- | -------------------- | -------------------------- |
| Łąck        | dwa czworaki         | 360/1151 22.05.1975        |
| Łąck        | dwór                 | 544 16.12.1985             |
| Łąck        | kaplica pałacowa     | 461 16.09.1978             |
| Łąck        | pałac wraz z parkiem | 340/1150 22.05.1975        |

## Gmina Mała Wieś
| Miejscowość        | Zabytkowy obiekt                             | Numer w rejestrze zabytków |
| ------------------ | -------------------------------------------- | -------------------------- |
| Brody Małe         | park                                         | 466 26.09.1978             |
| Dzierżanowo        | park                                         | 3 24.08.1976               |
| Główczyn           | park                                         | 2 24.08.1976               |
| Lasocin            | park                                         | 5 24.08.1976               |
| Mała Wieś          | park                                         | 4 24.08.1976               |
| Nakwasin           | park                                         | 465 26.09.1978             |
| Orszymowo          | grodzisko                                    | 423/772 W 6.12.1967        |
| Orszymowo          | kościół wraz z terenem cmentarza kościelnego | 138/548/62 W 30.03.1962    |
| Podgórze-Parcele   | dwór wraz z parkiem                          | 537 8.09.1980              |
| Wilkanowo          | grodzisko                                    | 422/771 W 6.12.1967        |
| Zakrzewo Kościelne | kościół wraz z otoczeniem w promieniu 50 m   | 148/558/62 W 30.03.1962    |

## Gmina Nowy Duninów
| Miejscowość  | Zabytkowy obiekt                                                                       | Numer w rejestrze zabytków |
| ------------ | -------------------------------------------------------------------------------------- | -------------------------- |
| Nowy Duninów | kaplica cmentarna                                                                      | 460 16.09.1978             |
| Nowy Duninów | kościół                                                                                | 502/1146 22.05.1975        |
| Nowy Duninów | pałac                                                                                  | 503/1147 22.05.1975        |
| Nowy Duninów | pałac myśliwski                                                                        | 504/1148 22.05.1975        |
| Nowy Duninów | park                                                                                   | 1 24.08.1976               |
| Nowy Duninów | zameczek neogotycki                                                                    | 57/225/59 W 19.11.1959     |
| Soczewka     | dawne założenie dworskie: dwór, oficyna, park, kanał łączący jezioro Soczewka z młynem | 78/1153 W 22.05.1975       |
| Soczewka     | kościół                                                                                | 447 17.03.1978             |

## Gmina Radzanowo
| Miejscowość | Zabytkowy obiekt                                       | Numer w rejestrze zabytków |
| ----------- | ------------------------------------------------------ | -------------------------- |
| Ciółkowo    | dwór wraz z otaczającym drzewostanem                   | 133/543/62 W 30.03.1962    |
| Dźwierzno   | grodzisko                                              | 433/806 W 16.12.1968       |
| Radzanowo   | kościół wraz z najbliższym otoczeniem w promieniu 50 m | 140/550/62 W 30.03.1962    |
| Radzanowo   | park                                                   | 16 24.08.1976              |
| Woźniki     | kościół wraz z otaczającym drzewostanem                | 147/557/62 W 30.03.1962    |
| Woźniki     | park                                                   | 568 1.09.1987              |

## Gmina Słubice
| Miejscowość | Zabytkowy obiekt | Numer w rejestrze zabytków |
| ----------- | --- | -------------------------- |
| Słubice     | kościół wraz z najbliższym otoczeniem                                                                                             | 77/345/62 W 2.02.1962      |
| Słubice     | pałac, oficyny, park, świątyńka, najbliższe otoczenie                                                                             | 27/28 W 11.01.1954         |
| Studzieniec | zespół urbanistyczno - architektoniczny założenia pałacowo - parkowego: pałac wraz z kolumnadą, oficyna, brama wjazdowa oraz park | 79/346/62 W 2.02.1962      |
| Życk Polski | kościół wraz z dzwonnica | 64/272/60 W 25.09.1960     |

## Gmina Słupno
| Miejscowość            | Zabytkowy obiekt                                       | Numer w rejestrze zabytków |
| ---------------------- | ------------------------------------------------------ | -------------------------- |
| Gulczewo               | park                                                   | 15 24.08.1976              |
| Mirosław Piotrowo      | park                                                   | 549 19.03.1986             |
| Miszewko Strzałkowskie | kościół wraz z cmentarzem przykościelnym               | 522 1.09.1980              |
| Słupno                 | grodzisko                                              | 428/756 W 23.02.1967       |
| Słupno                 | kościół wraz z najbliższym otoczeniem w promieniu 50 m | 143/553/62 W 30.03.1962    |
| Szeligi                | grodzisko                                              | 60/253/60 W 4.05.1960      |
| Święcieniec            | kościół wraz z najbliższym otoczeniem w promieniu 50 m | 145/555/62 W 30.03.1962    |

## Gmina Stara Biała
| Miejscowość         | Zabytkowy obiekt                                       | Numer w rejestrze zabytków |
| ------------------- | ------------------------------------------------------ | -------------------------- |
| Biała               | ślady osady                                            | 172/1063 W 28.06.1974      |
| Brwilno             | kościół wraz z najbliższym otoczeniem w promieniu 50 m | 132/542/62 30.03.1962      |
| Ogorzelice          | dwór                                                   | 233/1439/75 W 22.05.1975   |
| Nowe Proboszczewice | dwór wraz z pozostałościami założenia parkowego        | 507 10.04.1979             |
| Nowe Proboszczewice | kościół                                                | 232/1438/75 W 22.05.1975   |
| Srebrna             | dwór                                                   | 231/1436/75 W 22.05.1975   |
| Srebrna             | park                                                   | 518 29.07.1979             |
| Srebrna             | park                                                   | 637 9.02.1993              |
| Srebrna             | park leśny                                             | 653 7.08.1997              |
| Srebrna             | spichlerz                                              | 230/1435/75 W 22.05.1975   |
| Stara Biała         | kościół                                                | 440 13.03.1978             |

## Gmina Staroźreby
| Miejscowość | Zabytkowy obiekt                                              | Numer w rejestrze zabytków |
| ----------- | ------------------------------------------------------------- | -------------------------- |
| Bromierzyk  | zespół dworski: dwór, młyn parowy, park                       | 563 31.08.1987             |
| Góra        | dwór                                                          | 236/1442/75 W 22.05.1975   |
| Góra        | kościół wraz z dzwonnicą i cmentarzem przykościelnym          | 237 29.01.1979             |
| Góra        | park                                                          | 573 2.09.1987              |
| Staroźreby  | dawny zajazd ul. Płocka 5                                     | 144/554/62 W 30.03.1962    |
| Staroźreby  | kościół wraz z dzwonnicą i terenem w obrębie muru cmentarnego | 16.09.1978                 |
| Staroźreby  | zespół architektoniczno - parkowy: pałac, lamus, park         | 31/108 W 25.01.1958        |

## Gmina Wyszogród
| Miejscowość | Zabytkowy obiekt | Numer w rejestrze zabytków |
| ----------- | --- | -------------------------- |
| Drwały      | grodzisko | 427/752 4.10.1965          |
| Grodkowo    | dwór wraz z parkiem krajobrazowym | 508 5.06.1979              |
| Kobylniki   | kościół wraz z wystrojem architektonicznym i rzeźbiarskim wnętrza i najbliższym otoczeniem w promieniu 50 m                                  | 55/186/59 W 17.11.1959     |
| Rębowo      | kościół | 416 26.01.1977             |
| Wyszogród   | architektoniczny zespół sakralny franciszkanów, kościół wraz z wyposażeniem wnętrza i najbliższym otoczeniem w promieniu 100 m oraz klasztor | 37/124 W 16.04.1958        |
| Wyszogród   | kościół parafialny wraz z otoczeniem w obrębie murów cmentarza kościelnego                                                                   | 161/744 W 7.05.1962        |